# Epi (Grècia)
Epi (en grec antic Αἶπυ, Áipy) o Èpion (en grec antic Ἔπιον, Épion) era una ciutat de l'Èlida que ja anomena Homer al "Catàleg de les naus" com un dels territoris governats per Nèstor. També apareix esmentada a l'Himne homèric dedicat a Apol·lo.
La seva localització és desconeguda, però segurament és la mateixa ciutat de Trifília que Estrabó anomena Ἐπεῖον o Ἔπιον (Epéion, Épion), segurament en relació amb els epeus, antics pobladors de l'Èlida i dels quals Epeu és l'heroi epònim. Hom l'ha identificada amb Tipanea i amb Margana, i amb un bastió anomenat Macistos.